# Raymond Pettibon
Raymond Pettibon (né Raymond Ginn le 16 juin 1957) est un artiste plasticien contemporain américain, parfois aussi musicien et parolier.

## Biographie
Frère de Greg Ginn, créateur du groupe de punk hardcore américain Black Flag, Raymond Pettibon a débuté en proposant le nom du groupe puis en concevant son logo. Il a ensuite réalisé ses pochettes d'album avant d'en concevoir pour divers autres groupes, essentiellement dans le genre punk hardcore. Il a progressivement acquis une reconnaissance qui l'a amené de la conception de pochettes de disques aux galeries d'art contemporain. Il existe de nombreux livres dédiés à son travail.
Raymond Pettibon a pour principal médium le dessin à l'encre noire au pinceau parfois rehaussé de couleurs. Son style renvoie avec un mélange d'ironie et de maladresse assumée à la bande dessinée classique américaine des années 1940/1950. Ses dessins sont généralement accompagnés de commentaires grinçants et connotés politiquement dont le lien avec l'image n'est pas toujours évident. Ce hiatus entre le texte et l'image ouvre sur des interprétations diverses. Il accroche généralement ses images sans cadre à même le mur et dessine parfois directement sur celui-ci.
Il a inspiré notamment les Red Hot Chili Peppers dans leur  album de 2011, I'm with You, et plus particulièrement dans la chanson Monarchy of Roses où il est cité. Le clip lui rend hommage: à la fin, on peut lire "inspiré par le travail de Raymond Pettibon".
Il est également actif comme parolier, chanteur et interprète. Avec Oliver Augst, il a réalisé la comédie musicale The Whole World is Watching (avec Schorsch Kamerun, Keiji Haino et Marcel Daemgen) en 2007 dans le cadre du festival MaerzMusik du Berliner Festspiele, Allemagne. 

## Projets musicaux et enregistrements en Allemagne
- Nature Boy Vinyl Single, Augst/Pettibon, Words and Music: Eden Ahbez, Squama Recordings 2024[2]
- To-Day Vinyl Single, Augst/Pettibon, Squama Recordings 2023[3]
- What we know is secret / The Burma Shave Electrics Vol. 2 Radioplay (Augst/Pettibon), Deutschlandfunk Kultur Berlin 2019
- You're the Top (ski) Vinyl Single (Augst/Pettibon), Brigade Commerz, Audio Arts Archives 2019
- Blank meets Pettibon "The Berlin Concert" Picture Vinyl (Augst/Carl/Korn/Pettibon), Brigade Commerz 2016
- Wooden Heart Vinyl Single (Augst/Pettibon), Brigade Commerz, Audio Arts Archives 2015
- Burma Shave Electrics Picture Vinyl (Augst/Pettibon), Brigade Commerz, Audio Arts Archives 2013
- The whole world is watching Musical (Augst/Pettibon), hr2/MaerzMusik/Sophiensaele Berlin 2007
- Long live the people of the revolution LP (Augst/Carl/Korn/Pettibon/Yoshihide), hr2/eventuell/A-Musik 2005
- Blank Meets Pettibon CD (Augst/Carl/Korn/Pettibon), Grob 2003

### Quelques pochettes d'albums
(Liste non exhaustive)
1208
- Feedback Is Payback

Black Flag
- Family Man
- In My Head
- Jealous Again
- Loose Nut
- My War
- Nervous Breakdown
- Six Pack
- Slip It In
- The Complete 1982 Demos Plus More !

Foo Fighters
- Have It All
- One By One

Mike Watt
- Ball-Hog or Tugboat?

Minutemen
- Paranoid Time
- What Makes a Man Start Fires

Saccharine Trust (Logo Du Groupe)
- Past Lives

Sonic Youth
- Disappearer
- Goo

Unknown Instructors
- The Master's Voice

### Collections publiques
- Museum of Modern Art, New York[4]
- Art Institute of Chicago[5]
- Tate Gallery, Londres[6]

### Expositions
- "PUNK cabinet de curiosités MADE IN Raymond Pettibon: 1978-1986", galerie mfc-michèle didier, Paris, septembre-novembre 2013.